# Mark Kennedy (polityk)
Mark Raymond Kennedy (ur. 11 kwietnia 1957 w Benson) – amerykański polityk, członek Partii Republikańskiej. 

## Życiorys
W latach 2001–2007 był przedstawicielem stanu Minnesota w Izbie Reprezentantów Stanów Zjednoczonych, najpierw w latach 2001–2003 z drugiego okręgu wyborczego, a później w latach 2003–2007 z szóstego okręgu wyborczego.